# John Laing Infrastructure Fund
John Laing Group plc (prononcé "Lang") est un entrepreneur du bâtiment britannique. Il travaille particulièrement dans le domaine du secteur public à financement privé, tels que des routes, des voies ferrées, des hôpitaux et des écoles, dans le cadre d'accords de partenariat public-privé (PPP) et d'initiative de financement privé (PFI). Il est coté à la bourse de Londres et fait partie de l'indice FTSE 250.

## Historique
L'entreprise débuta en 1848 lorsque James Laing (né en 1816), sa femme Ann Graham et certains employés construisirent une maison sur un terrain acheté pour 30 £ à Cumberland. Les 150 £ de bénéfice de revente de la première maison servirent à financer la construction des deux maisons suivantes sur le même terrain, dont l'une (Caldew House in Sebergham) fut conservée par la famille Laing. La famille et l'entreprise déménagèrent ensuite près de Carlisle.
À la mort de James Laing, en 1882, son fils, John Laing (né en 1842), prit la direction de l'entreprise. John commença à signer des contrats plus importants, mais limita ses activités à la région de Carlisle. Le fils de John, John William Laing (né en 1879) travaillait pour l'entreprise avant d'avoir 20 ans. L'entreprise prit donc le nom de John Laing and Son. En 1910, John William Laing dirigeait l'entreprise. Il recruta alors plus d'employés afin de pouvoir initier de plus gros travaux, y compris la construction d'usines. En 1920, la société devint une société à responsabilité limitée et, deux ans plus tard, son siège de Carlisle fut déplacé sur le site de 13 acres (5,3 hectares) de Mill Hill, au nord-ouest de Londres. Pendant la Seconde Guerre mondiale, la société était l'un des entrepreneurs engagés dans la construction des bâtiments du port de Mulberry. William Kirby Laing et John Maurice Laing, la cinquième génération de la famille fondatrice, rejoignirent la société en 1950. John Laing & Sons (Holdings) Ltd fut inscrite à la Bourse de Londres en janvier 1953. La famille et ses fonds et organismes de bienfaisance détenaient la majorité des actions. John William Laing en devint le président et ses fils les directeurs généraux adjoints. À ce moment-là, le nombre d'employés était d'environ 10 000 et chaque site avait un superviseur chargé de la qualité. John William Laing prit sa retraite en 1957. La société acheta Holloway Brothers en 1964.

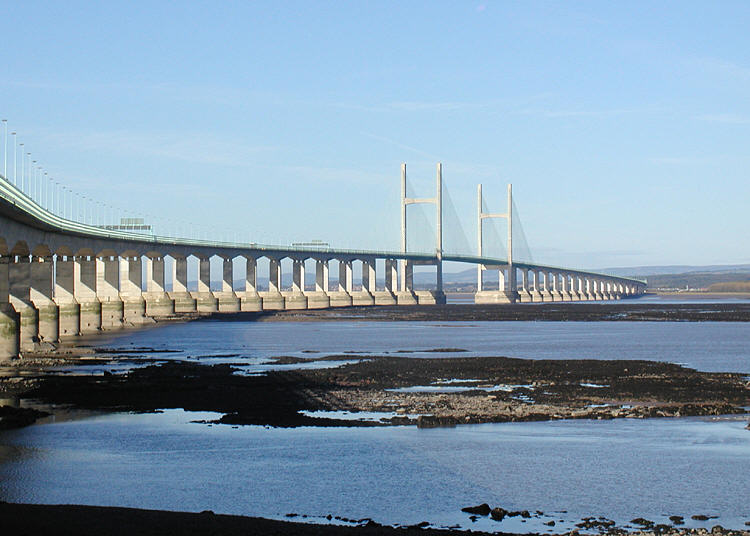
La deuxième traversée de Severn construite par John Laing

Sous la direction de William Kirby Laing et James Maurice Laing, la société poursuivit son expansion, remportant des contrats pour des centrales électriques et se diversifiant dans la construction de routes tout en continuant de construire des maisons. En 1985, Martin Laing, de la sixième génération de la famille fondatrice, devint président. Martin Laing décida que la société devait poursuivre sa diversification. La construction de maisons au Royaume-Uni, en Arabie saoudite, à Oman, aux Émirats arabes unis, en Irak, en Espagne et en Californie est désormais l'une des principales sources de croissance de l'entreprise. Alors que la société fêtait ses 150 ans en 1998, elle dut faire face à une baisse des bénéfices en raison des dépassements de coûts du projet Millennium et des problèmes persistants au sein de sa division construction, liés à la concurrence et à la surcapacité. En 1999, John Laing plc acquit une participation majoritaire dans la franchise de Chiltern Rail. L'entreprise se structura en 2002 en deux divisions principales, à savoir Homes et Investments. Un autre changement majeur eut lieu lorsque Sir Martin Laing prit sa retraite au début de 2002. Bill Forrester prit alors les fonctions de président exécutif. Pour la première fois de son histoire, Laing n'avait aucun membre de la famille fondatrice à la tête de la société.

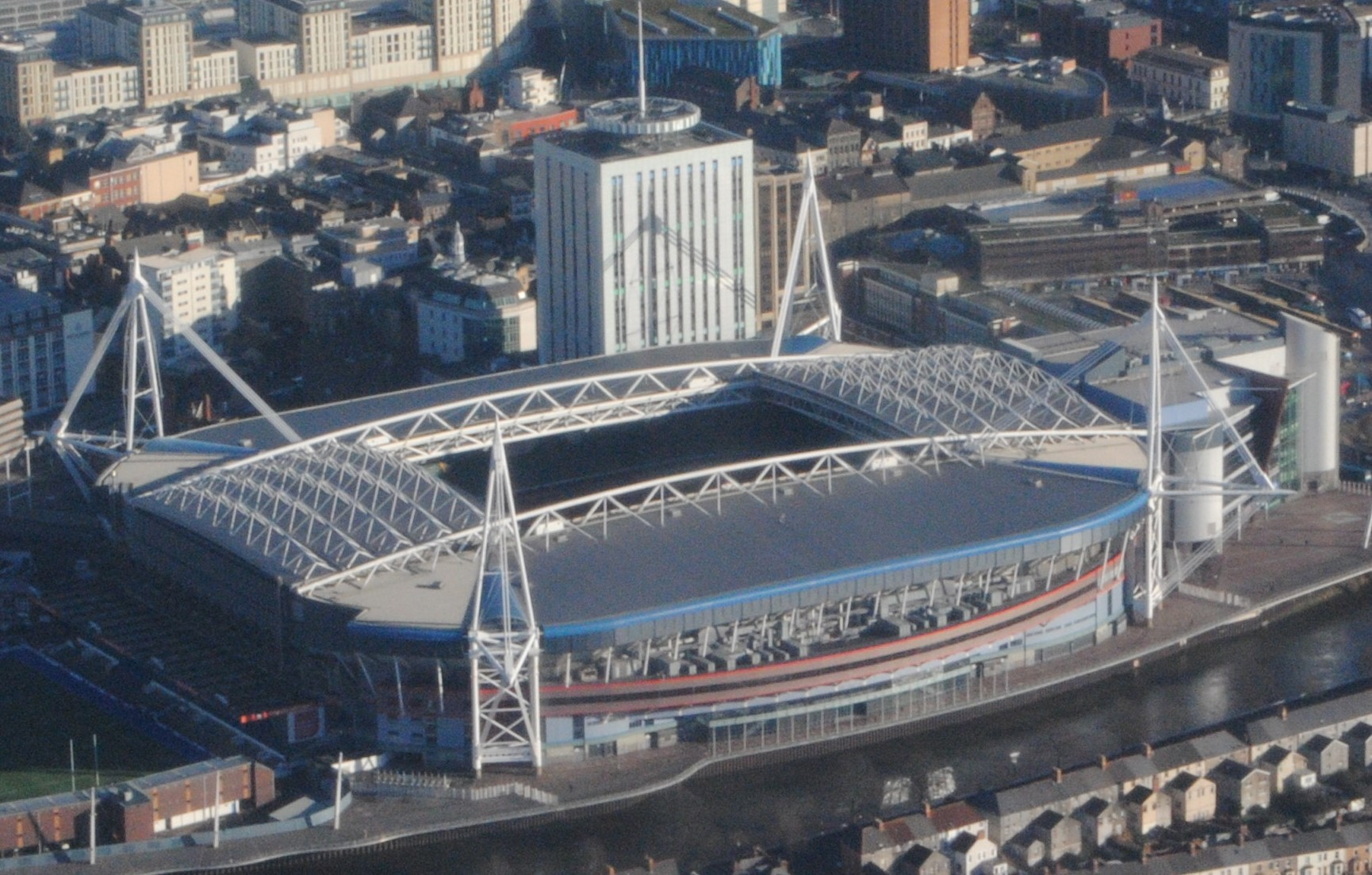
Le Millennium Stadium, construit par John Laing

L’activité connut une croissance rapide à la fin des années 90, si bien que son chiffre d’affaires dépassa 1 milliard de livres sterling pour l’exercice clos le 31 décembre 2001. À la suite de pertes importantes sur certains contrats de construction (notamment le Cardiff Millennium Stadium), la société dut supprimer 800 emplois et céda en 2001 sa division de construction à O'Rourke pour 1 £. La décision fut alors de se concentrer sur les activités de type PPP / PFI. La division ''promotion immobilière'' de Laing fut vendue à Kier Group et sa branche "construction résidentielle" à George Wimpey en 2002. En 2003, sa division "logements abordables" fut vendue lors d’un management buy-out.
En décembre 2006, John Laing plc fut acquise par la branche capital-investissement du groupe Henderson. La division Laing Rail - exploitants de Chiltern Railways et de London Overground (avec MTR Corporation), et détentrice d'une participation dans l'opérateur ferroviaire en libre accès Wrexham & Shropshire - fut mise en vente dès septembre 2007. La division fut achetée par l'opérateur ferroviaire allemand Deutsche Bahn en janvier 2008.
En juin 2008, John Laing forma un consortium avec Hitachi et Barclays Private Equity appelé Agility Trains afin de soumissionner pour le contrat de conception, de fabrication et de maintenance d'un parc de trains longue distance pour le programme Intercity Express. L'offre fut retenue et le contrat attribué au consortium le 12 février 2009. La société créa alors le fonds d'infrastructure John Laing en 2010 dans le cadre d'un lancement public de 270 millions de livres sterling. Puis, en octobre 2013, la société vendit ses activités de gestion d’installations à Carillion. Olivier Brousse fut nommé directeur général en mars 2014. Le Fonds pour l'environnement John Laing fut créé en 2014 dans le cadre d'un lancement public de 174 millions de £. En février 2015, la société est à nouveau cotée à la bourse de Londres.

## Opérations
John Laing plc exerce ses activités en tant qu'investisseur en infrastructure et gestionnaire d'actifs, principalement pour le secteur public. Elle opère au Royaume-Uni, en Amérique du Nord, en Europe et en Asie-Pacifique et fournit des financements privés pour des projets de logements, de soins de santé, de transport, de gestion des déchets et d’énergies renouvelables. La société exerce trois activités principales:
Investissement principal - Rechercher, postuler et remporter de nouveaux projets d'infrastructure. Le portefeuille comprend des structures traditionnelles de partenariat public-privé (PPP) pour le secteur de la santé au Royaume-Uni, ainsi que les énergies renouvelables.
Investissement secondaire - Détenir des investissements d’infrastructures opérationnelles, provenant principalement des investissements primaires du groupe.
Gestion d'actifs - Services de gestion d'actifs destinés aux portefeuilles d'investissement primaire et secondaire, ainsi qu'aux projets dans lesquels le Fonds pour l'infrastructure John Laing (JLIF) est actionnaire. Cela comprend: l'accroissement de la valeur, la réalisation du projet pendant la phase de construction, les apports techniques et les services gérés par le biais de contrats de services de gestion.

## Investissements significatifs
Les investissements importants comprennent :
- Le programme Intercity Express[19]
- Programme de recyclage des déchets et de production combinée de chaleur et d'électricité du Grand Manchester[26]
- Le nouvel hôpital royal d'Adélaïde[27]
- L'autoroute A1 en Pologne[28]
- Le projet P3 de Denver Eagle[29]

## Anciennes opérations

### Laing Construction
L'ancienne division de la construction de John Laing, désormais absorbée par Laing O'Rourke, a entrepris un certain nombre de projets phares, dont:
Le réservoir de Chapelhouse achevé en 1900, la garnison de Catterick achevé en 1930, l'hôpital de Shenley achevé en 1932, le Warwick Hall achevé en 1933, la station de transmission de Holme Moss achevée en 1951, le Réservoir Spelga achevé en 1957, le bâtiment Electra achevé en 1957, le palais du gouvernement à Victoria, achevé en 1959, l'autoroute M1 achevée en 1959, la cathédrale de Coventry achevée en 1962, la Maison du Nouveau Siècle achevée en 1962, le Bull ring achevé en 1964, Westway achevé en 1970, la Cathédrale de Clifton achevée en 1973, l'aile nord de l'hôpital St Thomas achevée en 1975, la Mosquée centrale de Londres achevée en 1977, l'hôpital Freeman de Newcastle upon Tyne achevé en 1977, le St David's Hall achevé en 1982, le Mount Pleasant Airfield achevé en 1986, le Borders General Hospital terminé en 1988, l’aérogare de l’aéroport de Stansted achevée en 1991, la centrale nucléaire de Sizewell B terminée en 1995, le Second pont sur la Severn achevé en 1996, le Bridgewater Hall achevé en 1996, la British Library achevée en 1997, le Millennium Stadium de Cardiff achevé en 1999 et l'hôpital universitaire de Norfolk et de Norwich achevé en 2001.

### Laing Rail
La filiale, Laing Rail, est propriétaire et exploite le Chiltern Railways. Elle est aussi co-exploitante du London Overground (avec MTR Corporation) et de Wrexham & Shropshire (avec Renaissance Trains). En 2008, Laing Rail a été vendu à Deutsche Bahn.

## Référence musicale
Avec Sir Robert McAlpine et George Wimpey, Laing est mentionné dans le préambule d'ouverture du ballet irlandais satirique de 1960, de Dominic Behan, McAlpine's Fusiliers.

## Sources
- Guy Hartcup, Code Name Mulberry : The Planning Building and Operation of the Normandy Harbours, Pen & Sword Military, 2011, 160 p. (ISBN 978-1-84884-558-9)
- Berry Ritchie, The Good Builder : The John Laing Story, James & James, 1997